# Selva Marine
Selva Marine ist ein italienisches Unternehmen, das Bootsmotoren und kleine Boote herstellt. Sitz der Geschäftsführung und wichtigster Produktionsstandort ist das lombardische Tirano in der Provinz Sondrio.

## Geschichte
Das lombardische Unternehmen ist seit 1945 in der Motorindustrie tätig, als es in seiner Fabrik in Sesto San Giovanni, vor den Toren Mailands, Komponenten für die Innocenti Lambretta herstellte.
1959 überführte der Unternehmensgründer, Lorenzo Selva Senior, die im Entstehen begriffene Produktion der Außenbordmotoren vom ursprünglichen Firmensitz in eine neue Fabrik in Tirano.
2012 verstarb der Leiter des Unternehmens, Lorenzo Selva Junior, nach langer Krankheit im Alter von 52 Jahren. Sein Bruder Maurizio blieb im Unternehmen.

## Produkte
Die Tätigkeit von Selva konzentriert sich auf Außenbordmotoren und kleine Boote aus Fiberglas sowie Schlauchboote. Den größten Umsatz verzeichnet das Unternehmen mit den Außenbordmotoren.
Angeboten wird ein komplettes Programm von Viertakt-Außenbordmotoren mit einer Leistung von 2,5 bis 300 PS (1,8 bis 220 kW). Beginnend mit den Zweizylindermotoren (ab einer Leistung von 15 PS/11 kW) werden die Motoren vollständig in Japan hergestellt.
Die XSR-Reihe bietet verbesserte Leistungsdaten mit geringerem Verbrauch und höherem Drehmoment. Angeboten werden auch Elektromotoren "ePropulsion".